# William Wordsworth
William Wordsworth (n. 7 aprilie 1770, Cockermouth, Cumberland, Lake District - d. 23 aprilie 1850, Rydal Mount) a fost un poet englez din prima perioadă a romantismului. Împreună cu Coleridge și Southey este inclus în Poeții lacului, Wordsworth fiind cel mai vârstnic dintre poeții acestui grup.

## Viața și Opera
William Wordsworth era fiul unui avocat. Rămas orfan de timpuriu, a fost crescut de niște rude și, după absolvirea școlii în localitatea sa natală, urmează cursurile Universității din Cambridge. Însuflețit de ideile lui Jean-Jacques Rousseau despre întoarcerea la natură, în 1790 călătorește pe jos prin Elveția și regiunile muntoase învecinate ale Franței. În anul următor pleacă la Paris pentru a lua parte la revoluție, simpatiile sale îndreptându-se către grupul "Girondinilor". Între 1798 și 1799 călătorește în Germania. Înapoindu-se în Anglia, își petrece anii următori la țară, mai cu seamă în regiunea lacurilor. În 1843, după moartea lui Robert Southey, i se decernează titlul de "poet laureat".
Wordsworth și-a compus primele lucrări, "An Evening Walk" ("Plimbare de seară", 1793) și "Descriptive Sketches" ("Schițe descriptive", 1793), în spiritul poeziei didactice descriptive ale sentimentaliștilor.

### Baladele lirice
Decepționat de revoluția franceză și de idealurile iluministe, în perioada unei crize sufletești, se întâlnește cu Coleridge (1795) și prietenia care se leagă între ei îi duce la elaborarea unor principii artistice comune. Rodul acestei conlucrări este "Lyrical Ballads" ("Balade lirice", 1798). Pentru ediția a doua din 1800, Wordsworth scrie o prefață care constituie manifestul romantismului din cadrul literaturii engleze. Wordsworth vedea salvarea de relele civilizației în întoarcerea la orânduirea patriarhală a țărănimii engleze și în autodesăvârșirea morală cu ajutorul religiei. După părerea lui, principiul divin i se revela omului prin apropierea acestuia de natură. O trăsătură importantă a poeticii lui Wordsworth o constituie refuzul său hotărât de a folosi convenționalismele stilistice ale secolului al XVIII-lea. Poezia trebuie să fie expresia nemijlocită a sentimentelor, înveșmântate în cuvinte simple.

### Lirica intimă
În anii care urmează, Wordsworth creează un mare număr de opere cu caracter liric. , dintre care merită să fie amintite: ciclul "Lucy Poems" (1799), "To the Cuckoo" ("Cucului", 1804-1807), "Ode on the Intimations of Immortality from Recollections of Early Childhood" ("Odă înțelegerii nemuririi din amintirile fragedei copilării" 1802-1807). Unele poezii sunt scrise în formă de sonete. Poetului i se pare că vede pretutindeni în natură manifestarea unor forțe superioare, care se află deasupra lumii. Realul și irealul se contopesc în vesurile lui, vorbindu-i cititorului despre frumusețea și, totodată, despre misterul vieții, în care nu ar exista hotar între viață și moarte. Interpretarea naturii de către Wordsworth are un colorit mistic și spiritual.

### Marile poeme
Wordsworth intenționa să scrie un mare poem epic-didactic, "The Recluse" ("Sihastrul"), dar și-a realizat doar în parte acest plan. Poemul urma să înceapă cu un cuprinzător preludiu ("The Prelude"), scris în 1799-1805, dar publicat postum în 1850. "Preludiul" reprezintă un poem autobiografic în care autorul își expune etapele dezvoltării sale artistice, începând cu perioada când îl pasionau idealurile iluministe și terminând cu trecerea pe pozițiile romantismului. În timpul vieții și-a publicat poemul "The Excursion" ("Plimbarea", 1814), descriind peregrinarea prin unele sate ale Angliei.